# روبرت بنتون
روبرت دوغلاس بنتون (بالإنجليزية: Robert Douglas Benton)‏ (ولد في 29 سبتمبر، 1932) هو كاتب سيناريو ومخرج أمريكي. فاز بجوائز الأوسكار عن أفضل سيناريو مقتبس وأفضل مخرج عن كرامر ضد كرامر (1979) وفاز بجائزة أوسكار ثالثة لأفضل سيناريو أصلي عن أماكن في القلب (1984).
بنتون أيضا حصل على ثلاثة ترشيحات أوسكار إضافية: اثنين لأفضل سيناريو أصلي من أجل كل من بوني وكلايد (1967) و عرض في وقت متأخر (1977) وترشيح واحد لأفضل سيناريو مقتبس عن ليس غبي أحد (1994).
كما أنه أخرج الشفق (1998) عيد الحب (2007) وشارك في كتابة سيناريو عن سوبرمان (1978) و حصاد الجليد (2005).

## سيرته الشخصية والمهنية
ولد بنتون في وكساهاتشي ، تكساس، ابن دوروثي واليري دوغلاس بنتون، موظف في شركة هواتف. درس في جامعة تكساس وجامعة كولومبيا. قد فاز بنتون بالعديد من الجوائز سواء في الكتابة والإخراج السينمائيين. في عام 1959 شارك في كتابة كتاب  مع هارفي شميت، من منشورات ذا فايكنج برس. وكان المدير الفني لمجلة إسكواير في الستينات المبكرة. في عام 2006 ظهر في الفيلم الوثائقي التجوال. زوجته سالي بنتون، فنانة.

## أفلامه

### إخراج
| العام | الفيلم           | ملاحظات                      |
| ----- | ---------------- | ---------------------------- |
| 1972  | رفاق السوء       |                              |
| 1977  | عرض في وقت متأخر |                              |
| 1979  | كرامر ضد كرامر   | بناء على رواية أفيري كورمان  |
| 1982  | لا يزال الليل    |                              |
| 1984  | أماكن في القلب   |                              |
| 1987  | نادين            |                              |
| 1991  | Billy Bathgate   |                              |
| 1994  | لست غبي أحد      | بناء على رواية ريتشارد روسو  |
| 1998  | الشفق            |                              |
| 2003  | وصمة عار إنسان   |                              |
| 2007  | عيد الحب         | بناء على رواية تشارلز باكستر |

### الكتابة
| العام | الفيلم                           | مدير             |
| ----- | -------------------------------- | ---------------- |
| 1966  | انه طائر، انها طائرة انه سوبرمان | تشارلز سترويس    |
| 1967  | بوني وكلايد                      | آرثر بن          |
| 1970  | كان هناك رجل اعوج...             | جوزيف مانكيفيتس  |
| 1972  | ما الأمر يا دكتور؟               | بيتر بوغدانوفيتش |
| 1972  | أوه! كلكتا!, مساهمة              | جاك ليفي         |
| 1972  | رفاق السوء                       | بنتون            |
| 1977  | عرض في وقت متأخر                 | بنتون            |
| 1978  | سوبرمان                          | ريتشارد دونر     |
| 1979  | كرامر ضد كرامر                   | بنتون            |
| 1982  | لا يزال الليل                    | بنتون            |
| 1984  | أماكن في القلب                   | بنتون            |
| 1987  | نادين                            | بنتون            |
| 1994  | لست غبي أحد                      | بنتون            |
| 1998  | الشفق                            | بنتون            |
| 2005  | حصاد الجليد                      | هارولد راميس     |

## جوائز الفيلم

### الفوز
- 1978 - جائزة إدغار لأفضل فيلم سيناريو عرض في وقت متأخر
- 1980 - جائزة الأوسكار لأفضل كتابة (سيناريو مقتبس) عن كرامر مقابل كرامر
- 1980 - جائزة الأوسكار في الإخراج عن كرامر مقابل كرامر
- 1980 - جائزة غولدن غلوب لأفضل سيناريو فيلم عن كرامر مقابل كرامر
- 1980 - جائزة نقابة المخرجين الأمريكية لإنجاز متميز في إخراج الأفلام عن كرامر مقابل كرامر
- 1984 - جائزة اختيار الجمهور في مهرجان تورونتو السينمائي الدولي
- 1985 - جائزة الأوسكار لكتابة أفضل سيناريو أصلي عن أماكن في القلب
- 1985 - الدب الفضي لأفضل مخرج في الدورة 35 لمهرجان برلين السينمائي الدولي عن أماكن في القلب[12]
- 2007 - الغار جائزة السيناريو الإنجاز[13]

### الترشيحات
- 1968 - جائزة الأوسكار كتابة سيناريو أصلي بوني وكلايد
- 1968 - غولدن غلوب لأفضل سيناريو بوني وكلايد
- 1977 - الدب الذهبي في برلين من أجل عرض في وقت متأخر
- 1978 - جائزة الأوسكار كتابة سيناريو أصلي عرض في وقت متأخر
- 1980 - غولدن غلوب لأفضل مخرج - فيلم عن كرامر مقابل كرامر
- 1981 - جائزة سيزار لأفضل فيلم أجنبي عن كرامر مقابل كرامر
- 1985 - جائزة الأوسكار في الإخراج على أماكن في القلب
- 1980 - جائزة نقابة المخرجين الأمريكية لإنجاز متميز في إخراج الأفلام عن أماكن في القلب
- 1985 - «غولدن غلوب» لأفضل سيناريو فيلم عن أماكن في القلب
- 1995 - جائزة الأوسكار كتابة سيناريو مقتبس عن ليس غبي أحد

## وصلات خارجية
- تعريف روبرت بنتون في نيويورك المراقب
- «روبرت بنتون بورتلاند العيد» من يلاميت الأسبوع
- روبرت بنتون على موقع IMDb (الإنجليزية)
- روبرت بنتون على موقع الموسوعة البريطانية (الإنجليزية)
- روبرت بنتون على موقع مونزينجر (الألمانية)
- روبرت بنتون على موقع ألو سيني (الفرنسية)
- روبرت بنتون على موقع تيرنر كلاسيك موفيز (الإنجليزية)
- روبرت بنتون على موقع أول موفي (الإنجليزية)
- روبرت بنتون على موقع بوكس أوفيس موجو (الإنجليزية)
- روبرت بنتون على موقع قاعدة بيانات برودواي على الإنترنت (الإنجليزية)
- روبرت بنتون على موقع قاعدة بيانات الأفلام السويدية (السويدية)
- روبرت بنتون على موقع إن إن دي بي (الإنجليزية)